# David Lucas Parrón
Francisco David Lucas Parrón (Madrid, 18 de gener de 1968) és un polític espanyol del Partit Socialista Obrer Espanyol, actual secretari d'Estat d'Habitatge i Agenda Urbana des del 2023.
Lucas Parrón es va fer un nom a nivell nacional durant la presidència del socialista Pedro Sánchez, assumint diversos càrrecs de responsabilitat al Ministeri de Foment. Entre el 2020 i el 2023 va ser secretari general d'Agenda Urbana i Habitatge i, entre el febrer i el novembre del 2023, va ser secretari d'Estat de Transports, Mobilitat i Agenda Urbana. Així mateix, també ha estat senador a les Corts Generals per Madrid entre el 2016 i el 2019.
El gruix de la seva carrera política ha estat a nivell municipal, i és regidor dels municipis de Getafe (1999-2007), Madrid (2007-2011) i Móstoles (2011-2018). En aquest últim, va ostentar l'alcaldia des del 13 de juny del 2015 fins a la dimissió el 23 de gener del 2018.